# Aleksiej Smirnow
Aleksiej Grigorjewicz Smirnow (ur. 9 października 1977 w Togliatti, ZSRR) – rosyjski tenisista stołowy, olimpijczyk z Aten (2004), Pekinu (2008) i Londynu (2012), wicemistrz Europy w grze podwójnej oraz pięciokrotny brązowy medalista mistrzostw Europy.
Na Igrzyskach Olimpijskich w Atenach zajął 4. miejsce w grze podwójnej.

## Sukcesy
Na podstawie.

### Sukcesy seniorskie

#### Igrzyska olimpijskie
- 2004 – czwarte miejsce (gra podwójna)

#### Mistrzostwa Europy
- 2013 – brązowy medal (drużynowo)
- 2007 – brązowy medal (gra podwójna)
- 2007 – brązowy medal (gra podwójna mieszana)
- 2005 – brązowy medal (gra podwójna)
- 2005 – brązowy medal (gra podwójna mieszana)
- 2003 – srebrny medal (gra podwójna)

#### Europa Top 12
- 2011 – trzecie miejsce
- 2008 – trzecie miejsce
- 2007 – trzecie miejsce
- 2005 – zwycięstwo
- 2004 – trzecie miejsce

### Sukcesy juniorskie

#### Mistrzostwa Europy juniorów
- 1995 – złoty medal (gra pojedyncza)
- 1995 – złoty medal (gra podwójna)
- 1995 – złoty medal (gra podwójna mieszana)
- 1994 – złoty medal (gra podwójna)
- 1992 – złoty medal (drużynowo w kategorii wiekowej kadetów)